# باتريك كونراد (كاتب)
باتريك كونراد هو كاتب وكاتب سيناريو ومخرج وشاعر بلجيكي، ولد في 16 يوليو 1945 في أنتويرب في بلجيكا.

## وصلات خارجية
- باتريك كونراد على موقع IMDb (الإنجليزية)
- باتريك كونراد على موقع ألو سيني (الفرنسية)
- باتريك كونراد على موقع ميوزك برينز (الإنجليزية)
- باتريك كونراد على موقع أول موفي (الإنجليزية)
- باتريك كونراد على موقع قاعدة بيانات الأفلام السويدية (السويدية)
- باتريك كونراد على موقع قاعدة بيانات الفيلم (الإنجليزية)
- باتريك كونراد على موقع كينوبويسك (الروسية)